# Spøg og skæmt
Spøg og skæmt-produkter er sådanne produkter, der indgår i harmløse practical jokes, f.eks. i forbindelse med løsslupne nytårsselskaber, og kan købes i butikkerne, eventuelt butikker, der har specialiseret sig i spøg-og-skæmt-artikler. Der kan f.eks. være tale om følgende:
- Pruttepuder
- Hundelorte lavet af plastic
- Slanger af gummi
- Behårede fugleedderkopper
- Kalejdoskoper, der er sværtet, så man får et blåt øje, hvis man kigger i dem
- Tændstikker, der ikke kan gå ild i
- Blyanter, der ikke kan skrive
- Store sorte plamager af noget spildt, der kan løftes af
- Pruttepulver
- Falske uhyggelige bandager og sår
- Falsk blod
- Sæbe man bliver mere beskidt af
- Gennemborende søm o.l.

En særlig raffineret spøg-og-skæmt artikel indgik i en Smil du er på-udesendelse vist i dansk TV for nogle år siden. Den bestod i en klassisk liggestol til at klappe sammen, der var konstrueret sådan, at den ikke kunne slås op, så man kunne sidde i den. I sketchen stod en ung smuk pige ved en strand instrueret til at fumle fortvivlet med liggestolen. Galante fyre meldte sig på stribe for at ville hjælpe staklen – hvilket de altså af gode grunde ikke kunne!